# マット・エイトケン
マット・エイトケン（Matt Aitken）は、視覚効果アーティストである。ヴィクトリア大学ウェリントンで数学の理学士、ミドルセックス大学でコンピュータグラフィックスの修士を得てWETAデジタルで働いている。
『第9地区』（2009年）と『アベンジャーズ/エンドゲーム』（2019年）でアカデミー賞視覚効果賞にノミネートされた。

## 主なフィルモグラフィ
- さまよう魂たち The Frighteners (1996)
- コンタクト Contact (1997)
- ロード・オブ・ザ・リング The Lord of the Rings: The Fellowship of the Ring (2001)
- ロード・オブ・ザ・リング/二つの塔 The Lord of the Rings: The Two Towers (2002)
- ロード・オブ・ザ・リング/王の帰還 The Lord of the Rings: The Return of the King (2003)
- アイ,ロボット I, Robot (2004)
- キング・コング King Kong (2005)
- X-MEN:ファイナル ディシジョン X-Men: The Last Stand (2006)
- テラビシアにかける橋 Bridge to Terabithia (2007)
- アバター Avatar (2009)
- 第9地区 District 9 (2009)
- タンタンの冒険/ユニコーン号の秘密 The Adventures of Tintin: The Secret of the Unicorn (2011)
- ホビット 思いがけない冒険 The Hobbit: An Unexpected Journey (2012)
- ホビット 竜に奪われた王国 The Hobbit: The Desolation of Smaug (2013)
- アイアンマン3 Iron Man 3 (2013)
- ホビット 決戦のゆくえ The Hobbit: The Battle of the Five Armies (2014)
- インデペンデンス・デイ: リサージェンス Independence Day: Resurgence (2016)
- アベンジャーズ/エンドゲーム Avengers: Endgame (2019)

## 受賞とノミネート
| 賞               | 年   | 部門           | 作品名                      | 結果       |
| ---------------- | ---- | -------------- | --------------------------- | ---------- |
| アカデミー賞     | 2009 | 視覚効果賞     | 第9地区                     | ノミネート |
| アカデミー賞     | 2019 | 視覚効果賞     | アベンジャーズ/エンドゲーム | ノミネート |
| 英国アカデミー賞 | 2009 | 特殊視覚効果賞 | 第9地区                     | ノミネート |
| 英国アカデミー賞 | 2019 | 特殊視覚効果賞 | アベンジャーズ/エンドゲーム | ノミネート |